# Boeing B-52 Stratofortress
Boeing B-52 Stratofortress je Američki strateški bombarder velikog dometa. Avion pokreće osam Pratt & Whitney turbo-ventilatorska motora od 76 kN svaki. U usporedbi s ostalim bombarderima u svojoj kategoriji, B-52 ima veći domet i može ponijeti najveći teret. B-52 se u Američkom ratnom zrakoplovstvu koristi od 1955., a zahvaljujući svojim superiornim performansama na visokim podzvučnim brzinama, te relativno niskim troškovima održavanja ovaj bombarder je ostao u uporabi iako su s vremenom čak tri nova bombardera projektirana kao njegova zamjena (XB-70, B-1 Lancer te nevidljivi B-2), tako da je 2005. godine proslavio 50. godišnjicu kontinuirane operativne upotrebe, a Američko ratno zrakoplovstvo ga još uvijek nema namjeru povući iz upotrebe.

## Razvoj

### Rani modeli
I prije kraja Drugog svjetskog rata, Zračne snage američke vojske su tražile strateški bombarder nove generacije. 1945. započeta je procjena zahtjeva za takav zrakoplov i 13. veljače 1946. izdan je službeni zahtjev koji je između ostalog tražio brzinu veću nego onu kod tada razvijanog B-36 i radijus djelovanja od 8.050 kilometara.

Boeing je izašao u susret projektu sa svojim dizajnom koji je nosio tvorničku oznaku Model 462, a u principu se radilo o uvećanom B-29 Superfortressu sa šest Wright XT35 Typhoon turbo-prop motora. 5. lipnja 1946. Boeingu je rečeno da je dobio ugovor za zrakoplov kojemu je kasnije dodijeljenja vojna oznaka XB-52. 28. lipnja je dogovorena i izrada makete u prirodnoj veličini, no ne i letno sposobni prototip.

Prvi prototip XT35 motora je ugrađen u B-17 bombarder koji je s testiranjima započeo tek u rujnu 1947. (dosta kasno), no što se tiče Modela 462 to i nije bilo važno kako je USAF zaključio da taj dizajn ne zadovoljava uvjete oko radijusa djelovanja stoga je već u listopadu 1946. raskinut ugovor. Prekidom razvoja Modela 462, dizajnerska ekipa predvođena Boeingovim glavnim inženjerom Edom Wellsom se usredotočila na izradi koncepcije tkz. Modela 464 koji je u osnovi bio Model 462 ali s četiri turboprop motora umjesto sa šest.

464-16 je bio dizajniran da ponese veliki teret no na relativno kratak domet, dok je 464-17 zamišljen da ponese malu količinu tereta, no na veliku udaljenost (posebno nuklearnog oružja). USAF je bio zainteresiran za 464-17 koncept no ipak nije bio zadovoljan jer i nije bio neki napredak.
Prema nekim osobama iz Ratnog zrakoplovstva cjelokupni projekt je trebalo prekinuti u ovoj fazi, no dizajneri su ipak nastavili eksperimentirati s različitim konceptima. Jedan od njih na kojem su se duže zadržali je Model 464-29 koji je imao strelasta krila pod kutom od 20°, četiri Pratt & Whitney (P&W) XT57 turboprop motora i defanzivno naoružanje koje je činila repna kupola. No ni ovaj dizajn nije bio zadovoljavajući, a samo Ratno zrakoplovstvo se tada zainteresiralo za zrakoplove tipa "leteće krilo" koje je u to vrijeme razvijao Northrop. Unatoč svemu, Boeing je nastojao držati korak sa zahtjevima te su došli do još jednog prijedloga koji je bio označen kao Model 464-35. Imao je strijelasta krila i četiri turboprop motora koji su ovaj put bili opremljeni s kontra rotirajućim propelerima.

### Mlazni modeli
U međuvremenu, događanja oko blokade Berlina su dovela XB-52 projekt na "čvršće tlo" tako da je Ratno zrakoplovstvo odmah krenulo u ponovni razvoj. Uskoro je napravljen dogovor prema kojem su trebala biti izrađena dva letno sposobna prototipa i jedna maketa. No uskoro je došlo do velike promjene, jer USAF više nije interesirao turboprop već mlazni zrakoplov.
Napravljen je prijedlog srednjeg bombardera koji bi pokretala četiri Westinghouse J-40 mlazna motora što je bio prvi korak ka suvremenijem dizajnu. Nakon toga je izmijenjen i napravljen u dvostruko većim dimenzijama, a trebalo ga je pokretati osam J57 motora, po dva jedan uz drugog. U ovom obliku, dizajn je dobio naziv 464-49 te je uskoro predložen ratnom zrakoplovstvu koje se zainteresiralo. Nakon odluke o privremenoj zamjeni motora (zbog kašnjenja razvoja J57), u studenom 1949. napravljen je definitivni koncept oznake 464-67.
Iako je projekt ocijenjen kao dobar i obećavajući, tek nakon više od godinu dana, 14. veljače 1951. Boeing je dobio ugovor za izradu 13 zrakoplova, sada pod konačnim produkcijskim nazivom B-52A.
Uskoro su izrađena dva prototipa; prvi je dobio oznaku XB-52 a drugi YB-52. XB-52 je 29. studenog u strogoj tajnosti izveden na pistu, no tijekom testiranja došlo je do teškog kvara hidrauličkog sustava što je oštetilo krila. Zbog toga je ponovno vraćen u tvornicu na popravke kako bi se kasnije testiranja mogla nastaviti.

YB-52 je izveden na pistu 15. ožujka 1952. te je 15. travnja 1952. s pilotima A.M. Johnsonom i Guyem Townsendom obavio prvi let koji je trajao malo manje od tri sata. XB-52 je prvi put poletio naknadno 2. listopada 1952. te je bio dobrodošao u program testiranja kako bi se lakše riješili neki problemi (loše karakteristike pri brzinama kada nestaje uzgon, neprimjerene kočnice i slaba pouzdanost novih J57 motora) i kako bi bombarder što prije ušao u službu.

I XB-52 i YB-52 su korišteni kao platforme za testiranja tijekom 50-ih. Kasnije je XB-52 modificiran tako što su vanjske gondole (svaka je imala dva motora) s motorima zamijenjene s dva J75 što ga je zapravo pretvorilo u šesteromotorni zrakoplov. Iako je YB-52 formalno doniran USAF-ovom muzeju u Daytonu, oba su zrakoplova tijekom predsjednika Johnsona otpisana i uništena.

## Inačice

### XB-52, B-52A i B-52B
XB-52 je bio poprilično velik zrakoplov. Imao je visoko postavljena strijela krila pod kutom od 35°, pokretalo ga je osam P&W YJ57-3 motora od kojih je svaki razvijao 38,7 kN potiska te su bili smješteni u četiri gondole ispod krila, po dva u svakoj. U krilima i trupu su se nalazili spremnici goriva koji su bili fleksibilni kako tijekom leta ne bi došlo do puknuća zbog naprezanja konstrukcije; ukupni kapacitet goriva je bio 147.120 litara.

Prostor za bombe je bio dug 8,5 m i širok 1,8 m. Repna kupola je bila zamišljena kao defanzivno naoružanje, no dva prva prototipa nisu bila naoružana. Tijekom službe neki Stratofortressi su bili opremljeni kamerama na trbuhu zrakoplova koje su korištene za izviđanje terena nakon napada, no nije poznato koje su sve inačice imale ovu mogućnost.
Nakon prva dva prototipa, izrađena su tri B-52A koji su korišteni za testiranja, te je prvotna narudžba od 13 B-52A izmijenjena tako da je preostalih deset trebali biti izrađeno u inačici B-52B. Prva A inačica je dovršena 18. ožujka 1954. a prvi put je poletjela 5. kolovoza iste godine. Pilot, kopilot i časnik za elektronsko ratovanje su bili smješteni na gornjoj palubi i sjedili su na sjedalima za katapultiranje koja su se lansirala konvencionalno prema gore, dok su navigator i radarski navigator (ciljač) bili smješteni u donjem dijelu zrakoplova i njihova sjedala su se katapultirala prema dolje (izbacivani ispod zrakoplova). Član posade koji je upravljao repnom strojnicom je bio smješten u repnoj kupoli, no u slučaju potrebe i on je mogao doći do ostatka posade. Nije sjedio na sjedalu za katapultiranje, ali je poklopac kupole bio odbaciv kako bi mogao izaći.
B-52A su pokretali P&W J57-9W motori, od kojih je svaki mogao razviti 44,5 kN potiska pri normalnom radu i 49,0 kN potiska s vodenim ubrizgavanjem koje se koristilo za povećanje potiska prilikom polijetanja. Voda se miješala s metanolom koji je korišten kao antifriz a smjesa je bila smještena u spremniku koji se nalazio u repnom dijelu. Ovo je pojačavalo protok u motorima, no pritom se proizvodila i velika buka te crni dim koji se pojavljivao iza motora. Ukupno su napravljena tri zrakoplova A inačice, i svi su još dugo korišteni za različita testiranja i modifikacije.
B-52B je bio dosta sličan svom prethodniku. Izrađeno 50 zrakoplova, svi u Boeingovoj tvornici u Seattleu, od čega ih je 27 bilo u izvidničkoj konfiguraciji RB-52.

B-52B je u pogledu elektronike imao ozbiljne probleme. Trebao je koristiti MA-2 bombardersko-navigacijski sustav (bomber-navigation system - BNS), no kako je njegov razvoj odgođen ugrađen je K-3A sustav kakav je koristio Convairov B-36. Problem su nastali kako je B-52 letio na puno većim visinama i K-3A sustav jednostavno nije imao dovoljno velik domet da normalno funkcionira. Proizvođač je problem pokušao riješiti ugradnjom privremenih dodataka, no kasnije proizvedeni B-52B su imali ugrađen puno bolji MA-6A BNS sustav.

Drugi veliki problem je predstavljala repna kupola i njen sustav upravljanja paljbom. Devet od prvih deset RB-52 je bio opremljen s četverocijevnom kupolom i A-3A SUP-om, no kako on nije bio zadovoljavajuć, 18 RB-52 i 16 B-52B je opremljeno s potpuno novom kupolom koja je imala dvocijevni M24A-1 20 mm top i MD-5 SUP. Kako ni ovo nije ispunilo očekivanja, posljednjih 7 B-52B je ponovno opremljeno s četverocijevnim topom i navodno poboljšanim A-3A SUP-om.

Većina B-52B je bila opremljena s J57-P-29W ili sličnim J57-P-29WA motorima. Svi su imali i sličan potisak, 46,7 kN pri normalnom radu te 53,9 kN pomoću ubrizgavanja.
Kapsula pod pritiskom s opremom za izvidničke inačice RB-52 se mogla instalirati u prostor za bombe u roku od četiri sata a imala je smještaj za dva operatera koji su sjedili na sjedalima za katapultiranje. Iako je nabavljeno nekoliko ovih kapsula, nikad nisu uvedene u službu te su nakon nekoliko godina otpisane. RB-52 je bio prvi B-52 koji je formalno ušao u službu, 29. lipnja 1955. Unatoč svojoj složenosti i veličini, Stratofortress se pokazao prilično pouzdanim iako su neko vrijeme zračne turbine i hidraulički sustavi stvarali probleme. No zato je bio vrlo složen za letenje, i samo najiskusnije posade su letjele na njemu. Također dosta zračnih baza su trebale produžiti svoje piste te povećati hangare kako bi imale adekvatne uvjete za smještaj novog zrakoplova.
21. svibnja 1956., B-52B leteći s Eniwietok otoka u Pacifiku je izveo prvo bacanje američke hidrogenske bombe; to je ujedno bio i prvi put da je B-52 bacio pravu nuklearnu bojnu glavu. Počevši 16. siječnja 1957., tri B-52B su za 45 sata i 19 minuta obletjela svijet bez stajanja koristeći se nadopunom goriva tijekom leta. To je bila demonstracija moći kojom se htjelo dokazati da se može doseći bilo koji dio svijeta.

### B-52C do B-52F
B-52C je bio vrlo sličan B inačici, s istim verzijama J57 motora i općenito sličnom elektronikom. Najuočljivija razlika u odnosu na B-52B je bila ugradnja velikog spremnika ispod svakog krila, zapremine 11.365 litara. Spremnik s tekućinom za ubrizgavanje je premješten iz repnog dijela, u sami korijen krila. B-52C je dostavljan u prirodnoj metalnoj boji s bijelim slojem na donjem dijelu trupa kako bi reflektirao svjetlost prilikom nuklearne eksplozije.
Mogao je nositi termonuklearno oružje ili 10.900 konvencionalnog naoružanja. Iz tvornice u Seattleu je izašlo samo 35 zrakoplova, što ovu inačicu čini brojčano najmanje proizvedenom. Svi su u principu bili kompatibilni za nošenje izvidničke kapsule iako nijedan zrakoplov nije dobio specijalizirani oznaku RB-52C.
Prvi let B-52C se odvio 9. ožujka 1956., dostava je počela u lipnju a do kraja godine svi su dostavljeni i proizvodnja ove inačice je prestala.

B-52D je bio gotovo identičan C inačici, jedina vidljivija razlika je bila u tome što D verzija više nije imala mogućnost nošenja izvidničke kapsule. 101 zrakoplov je proizveden u tvornici u Seattleu a još 69 u Wichiti. Prvi B-52D (napravljen u Wichiti) je poletio 14. svibnja 1956.

B-52E je po vanjštini bio sličan B-52D no imao je poboljšanu unutarnju elektroniku. Kako su u to vrijeme Sovjeti poboljšali svoje rakete zemlja-zrak, više nije bilo smisla djelovati s velikih visina stoga se tada počela primjenjivati i taktika nisko letećih misija. B-52E je imao integrirani An/ASQ-38 navigacijsko-bombarderski sustav, Raytheon AN/ASB-4 radar (isto za navigaciju i bombardiranje) i GPL AN/APN-89 Doppler sustav za mjerenje brzine i visinomjer. U Seattleu je izrađeno 48, a u Wichiti 58 zrakoplova. Prvi let E inačice se odvio 17. listopada 1957.
B-52F je nalikovao na B-52E samo što je imao nove J57-43W motore koji su pri normalnom radu stvarali 49,8 kN potiska a s ubrizgavanjem, 61,2 kN potiska. 44 su napravljena u Seattleu (te su to ujedno posljednji Stratofortressi iz te tvornice) a 45 ih je napravljeno u Wichiti. Prvi B-52F je poletio 6. svibnja 1958. a posljednji zrakoplov je dostavljen na početku 1959.

### B-52G i B-52H
B-52G je bila najbrojnije proizvedena inačica Stratofortressa. Imala je dosta povećan kapacitet goriva; unutarnji kapacitet je iznosio 176.507 L a spremnici na krilima su mogli ponijeti 2.650 L. Ukupna nosivost je iznosila 181.808 L goriva. Osim toga, trup je prošao kroz niz modifikacija što je smanjilo težinu praznog zrakoplova za nekoliko tona. Kontrolor repne kupole je premješten, sada uz ostalu posadu a kupolom je upravljao pomoću AN/ASG-15 SUP-a i TV veze.
Nos zrakoplova je malo produžen, dok je vertikalni stabilizator skraćen za 2,44 m što je B-52G učinilo lako raspoznatljivim u odnosu na prethodne inačice.

Imao je mogućnost nošenja dvije GAM-77 Hound Dog nuklearne krstareće rakete pomoću kojih su se trebali riješiti problemi oko sovjetskih PZO raketa. Naime, Stratofortress je trebao sa sigurne udaljenosti lansirati raketu koja bi sa svojom snažnom bojnom glavom jednostavno "pomela" sovjetsku PZO te tako otvorila rupu u zračnoj obrani što bi omogućilo sigurno bombardiranje ostalih ciljeva.

Ukupno su napravljena 193 B-52G (svi u Wichiti iako su u Seattleu izrađivani prednji dijelovi trupa) a prvi ovakav zrakoplov je poletio 31. kolovoza 1958.
Kako je u tome vrijeme USAF očekivao skori ulazak XB-70 Valkyriea u službu, B-52G je bio zamišljen kao posljednja inačica u seriji Stratofortressa no kako je XB-70 program zapao u probleme i napravljena su samo dva (isključivo testna) zrakoplova, Boeing je dobio ugovor za izradu finalne verzije oznake B-52H koja bi ujedno bila i platforma za lansiranje GAM-87 Skybolt balističkih raketa. Prema planovima B-52H bi nosio po dvije Skybolt rakete ispod svakog krila, no kako je program izrade Skybolt rakete u prosincu 1962. ukinut, B-52H ih nikad operativno nije koristio.

Budući da je već i ranije počela upotreba taktike niskih letova, B-52H je strukturalno ojačan te je opremljen s P&W TF33-3 turbofen motorima koji su razvijali 75,6 kN potiska.

Iako su novi TF33 motori imali neke mane koje su dovele do njihove modernizacije u 1960-ima, sveukupno gledano bili su veliki napredak u odnosu na prethodne J57. Uklonjen je bučan i često problematičan sustav vodenog ubrizgavanja; istovremeno novi motori su bili osjetno snažniji i tiši.

Stara kupola s četverostrukim topom je uklonjena a ugrađen je jedan 20mm jednocijevni gatling GE M61 Vulcan top kojim je upravljao Emerson ASG-21 SUP. Prvi B-52H je poletio 6. ožujka 1961. U tvornici u Wichiti su napravljena 102 zrakoplova a zadnji je dovršen 22. lipnja 1962.

Krajem proizvodnje B-52H, završena je cijela proizvodnja Stratofortressa te su do tada napravljena ukupno 744 zrakoplova.

### Posebne inačice

#### NASA
Nekoliko serijski proizvedenih B-52 je s vremenom modificirano kako bi obavljali zadaće koje su tražile zrakoplov s velikom nosivošću i mogućnošću leta na velikoj visini.

Najpoznatije "posebne modifikacije" Stratofortressa su letjelice koje je koristila NASA kao platforme za lansiranje eksperimentalnih raketa kao što su X-15, Pegasus itd. Prvi takav zrakoplov je bio jedan od tri B-52A koji je u kasnim 1950-ima predan NASA-i pritom dobivši oznaku NB-52A; iako je zrakoplov koristila NASA, formalno vlasništvo nad njim je još uvijek imao USAF.

NB-52A je povučen 1968. i izložen u muzeju u Tucsonu, a zamijenio ga je slično modificirani NB-52B (B-52B) koji je izrađen 1955. Iako nije često korišten te je prema resursima još uvijek mogao ostvariti velik broj satni naleta, 17. prosinca 2004. je povučen jer je unutarnja elektronika bila potpuno zastarjela. Zrakoplov je postavljen kao trajni izložak na ulazu u muzej Goleta.
30. srpnja 2001. NASA je nabavila "novi" B-52H (sada NB-52H) koji je izrađen 1961. a 2004. je opremljen za potrebe testiranja.

#### Ostalo
U kasnim 60-ima, jedan ili više Stratofortressa je modificirano kako bi nosili i lansirali D-21 supersoničnu bespilotnu izvidničku letjelicu. Iako je prvotno zamišljeno da se D-21 lansira s M-21 letjelice, to se pokazalo kao dosta problematično pa je projekt modificiran za B-52. Obavljeno je nekoliko letova (uglavnom izviđanje kineskih nuklearnih postrojenja) no kako je u to vrijeme sve brže razvijana satelitska tehnologija, cijeli projekt je ugašen u ranim 1970-ima.
Jedan B-52E je korišten za testiranje GE XTF99 turbofan motora koji su bili namijenjeni Lockheedu C-4 Galaxy. Prvi let ovog zrakoplova, oznake NB-52E, je bio 30. lipnja 1968.

Drugi B-52E, također oznake NB-52E je korišten za testiranje kontrola i stabilnosti.

## Povijest uporabe
Do sredine 1960-ih, Stratofortress je korišten kao glavno sredstvo izvođenja američkog nuklearnog napada pritom je zapravo korišten kao prijelaz između starog B-47 i dolaska novih nuklearnih balističkih projektila. U listopadu 1957. USAF je razvio strategiju pripravnosti pri čemu je trećina cijele B-52 flote (uključujući i Boeing KC-135 tankere za njihovo nadolijevanje goriva u letu) uvijek bila spremna za polijetanje i nuklearni napad. Američko ratno zrakoplovstvo nije objavljivalo jesu li ovi zrakoplovi uvijek bili naoružani, no pretpostavlja se da ih dobar dio i je bio. Standardno nuklearno naoružanje u to vrijeme za B-52 je bila B28 fuzijska bomba. Mogao je ponijeti ukupno osam ovakvih bombi, no najčešće je nosio "samo" četiri.
Iako je primarna misija B-52 bio nuklearni napad, mogao je izvoditi i napade s konvencionalnim naoružanjem (te je to najčešće i radio). 

### Vijetnamski rat
Kao odgovor na napade sjevernovijetnamske gerile na američke snage u Južnom Vijetnamu, 1965. izvedena je serija zračnih napada na neprijateljske položaje u tkz. operaciji Flaming Dart. Uskoro je donesena odluka da u veljači, 30 B-52F odleti u bazu Anderson na Guamu, uz pratnju 32 KC-135 leteća tankera. Polijetajući iz Kadene, KC-135 bi se sreli u zraku s B-52 koji bi bili na putu za jugoistočnu Aziju da izvedu napade.

Stratofortressi su nekoliko mjeseci bili u rezervi jer političari nisu bili sigurni što učiniti s njima. State Department ih nije htio koristiti protiv Sjevernog Vijetnama jer bi to izgledalo kao velika eskalacija sukoba dok su se drugi bojali mogućnosti da vijetnamska PZO obori B-52 što bi bio veliki udarac američkom ugledu. Unatoč raznim protivljenjima, general Westmoreland se izborio da koristi B-52 za "tepih bombardiranje". Prvi napad Stratofortressa na ciljeve u jugoistočnoj Aziji je izveden 18. lipnja 1965. u operaciji "Arc Light". Tada je poletjelo 30 B-52F iz baze Anderson kako bi izveli napad na neprijateljske snage sjeverno od Saigona, no uskoro je došlo do katastrofe. Dva zrakoplova su se sudarila pri čemu je poginulo osam (od ukupno 12 članova u oba zrakoplova) članova posade, uz to, jedan zrakoplov se trebao vratiti u Kadenu zbog problema s hidraulikom i radarom a preostalih 27 koji su izveli napad, nisu imali većeg efekta jer su neprijateljske snage već napustile to područje.
Ovo je bila jedina akcija Stratofortressa u lipnju. Kasnije je izvedeno dodatnih pet akcija Arc Light te naposljetku još pet istoimenih akcija, s ukupno 165 izvedenih letova od strane B-52F. U ovih 10 misija, nije izgubljen nijedan zrakoplov no nisu bili ni baš efektivni jer je sve trebala prvo odobriti Bijela kuća što je davalo dovoljno vremena neprijatelju da se udalji s ciljanog područja. Kasnije je sve malo pojednostavljeno, no što je bilo još važnije, promijenjena je i taktika napada. Za razliku od dotadašnjih napada u kojima je sudjelovalo po 30 Stratofortressa zrakoplova, sada se prešlo na taktiku upotrebe oko tri zrakoplova.
Kasnije je prošireno djelovanje B-52 i na područje Laosa kako bi bombardirali putove koji su korišteni za opskrbu od strane Vijetkonga. Prvi napad je izveden 12. prosinca 1965. a s vremenom su postajali sve učestaliji.
 
B-52F je prosječno izvodio oko 300 letova mjesečno. Tijekom službe obojani su i u novu shemu; bijeli trbuh je prebojan u crno kako bi se smanjila vidljivost zrakoplova tijekom noćnih napada a vrh zrakoplova je zadržao sjajnu metalnu boju.
B-52F je u borbenoj službi u jugoistočnoj Aziji ostao manje od godine dana, a u ožujku 1966. zamijenio ga je B-52D koji je bio moderniziran za uloge koje su do tada izvršavane; Naime 1965. B-52D su sudjelovali u projektu modifikacije nosivosti naziva Big Belly koji im je omogućio nošenje 84 225 kilogramske ili 42 340 kilogramske bombe. Osim promjene naoružanja, D inačica je imala i drugu maskirnu shemu; dno je kao kod B-52F obojano u crno dok je vrh obojan po uzorku džungle.  Prvotno je korišteno oko 30 zrakoplova, no s vremenom broj im je rastao a posade zrakoplova su se redovito rotirale tako da su svi okusili borbu. Efektivnost Stratofortressa se znatno povećala kada je ugrađen "Combat Skyspot" sustav za bombardiranje što je povećalo preciznost samih pogodaka. Američke jedinice na tlu su uz pomoć Skyspota precizno navodile B-52 na ciljeve jer je prije bilo teško točno pogoditi metu zbog nepreglednosti i jednolikosti džungle.
Jedna od najvažnijih akcija Startofortressa u Vijetnamskom ratu je bila tijekom opsade Khe Sanha početkom 1968. B-52 je bombardirao Vijetnamske rovove nanoseći im teške gubitke zbog čega je opsada kasnije i propala. Kao podrška obrani Khe Sanha Stratofortressi su letjeli u operaciji kodnog naziva "Niagara" ukupno izbacivši 54.129 tona bombi na neprijateljske položaje.

Napadi nisu izvođeni samo iz baza Anderson i U Tapao, već i iz Kadene na otoku Okinawi no to je bilo čuvano kao tajna zbog odnosa s japanskom javnošću.
U rujnu 1970. borbene operacije Stratofortressa iz baza Anderson i Kadena su zaustavljene dok su 42 zrakoplova nastavila djelovati iz U Tapaoa. Do tog trenutka, B-52 više nije izvodio napade samo u Vijetnamu i Laosu već i u Kambodži. Ova ekspanzija djelovanja je bila odobrena od strane Nixonove administracije nedugo nakon preuzimanja dužnosti u proljeće 1969. Proširenje djelovanja će se naposljetku pokazati kao fijasko jer će napadi destabilizirati tamošnju vladu te naposljetku dovesti do njenog pada te uspostavi Kmerskog režima.

Tijekom ofenzivnih zračnih akcija "Freedom train" i kasnije "Linebacker" broj zrakoplova se povećao na 206 a među njima su bili i B-52G.
U to vrijeme Stratofortressi se počinju suočavati i s neprijateljskim PZO raketama tako da je bilo pitanje vremena kada će neprijatelj uspjeti postići pogodak. To se dogodilo 22. studenog 1972. kada je B-52D oštećen od strane SA-2 rakete tijekom napada na Vinh. Posada je unatoč teškom oštećenju zrakoplovom uspjela doletjeti do Tajlanda nakon čega su se svi uspješno katapultirali (kasnije su uspješno i spašeni) dok je zrakoplov pao.
Novi veliki zračni napadi (operacija Linebacker II) su započeli 18. prosinca 1972. a u njima su sudjelovali i Stratofortressi kao jedna od glavnih komponenti. Iako je akcija bila iznimno složena te je uključivala velik broj drugih zrakoplova (F-4 Phantom II koji su izbacivali folijice za zbunjivanje raketa zemlja-zrak, F-105 Thunderchiefove koji su napadali neprijateljske PZO položaje itd.) oborena su tri B-52.20. prosinca je ponovno izveden napad, bez gubitaka, no 21. prosinca je izgubljeno čak šest Stratofortressa. Najveći krivac za ovo je bila već poznata prilazna putanja zrakoplova koja već bila poznata pilotima, ali i sjevernovijetnamskim snagama.
U napadima su najviše stradavali B-52G zbog svog ranjivog krila koje je bilo ispunjeno gorivom i zbog činjenice što nisu imali ni kompletne sustave protumjera kao B-52D. Zbog toga je posadama B-52G naređeno da sljedeća dva dana ne izvode napade dok su se u međuvremenu i dalje nizala obaranja. Preokret je došao 22. prosinca kada je 30 B-52D krenulo u akciju, ovaj put iz nepredvidivih smjerova te nije oboren ni jedan bombarder. Ista taktika je ponovljena 23. prosinca i 24. prosinca i ponovno bez gubitaka.

26. prosinca ukupno 120 Stratofortressa je izvelo napade, od toga 113 ih je gotovo istodobno došlo do mete i počelo s bombardiranjem. Pritom su izgubljena dva zrakoplova no sjevernovijetnamske snage su počele ostajati bez protuzračnih raketa što je uzdrmalo njihovu PZO.

60 B-52 su krenuli u napad 27. prosinca s dva izgubljena zrakoplova no to su ujedno bili i posljednji gubici Stratofortressa u Vijetnamu. Napadi su ponovljeni 28. prosinca i 29. prosinca no bez gubitaka.

29. prosinca Sjeverni Vijetnam je počeo s pregovorima nakon čega su djelovanja B-52 Stratofortressa zaustavljena.

## Tehničke karakteristike (B-52H)
Osnovne karakteristike
- posada: 5
- dužina: 48,5 m
- raspon krila: 56,4 m
- površina krila: 370 m2
- visina: 12,4 m

Letne karakteristike
- dolet: preko 16 000 km
- motor: 8 x Pratt & Whitney TF-33-P-3/103

## Poveznice

### Zajednički poslužitelj
|  | Zajednički poslužitelj ima stranicu o temi B-52 Stratofortress    |
|  | Zajednički poslužitelj ima još gradiva o temi B-52 Stratofortress |

## Vanjske poveznice
- B-52 Stratofortress Association
- Boeing.com